# Keresztényszociális Gazdasági Párt
A Keresztényszociális Gazdasági Párt egy rövid életű politikai párt volt Magyarországon 1919-ben.

## Története
A Keresztényszociális Gazdasági Párt 1919. augusztus 25-én alakult meg a bécsi emigrációból a Tanácsköztársaság bukása után hazatért Huszár-Ernszt csoport és a feloszlott Keresztényszociális Néppárt egykori tagjainak egyesüléséből. Neve az alakulás előtt néhány napig Egyesült Keresztény Gazdasági Párt volt. 
A párt szervezésével egyidejűleg szakmai a szervezeteket is megalakították, a párttag egyúttal szakszervezeti tag is lett, így jogosultak voltak a munkanélküli segélyre. A Friedrich-kormány (1919. augusztus 7.–november 22.) idején kormányzópárt volt. Körülbelül 60 ezer tagja volt, főleg egyháziak, nagybirtokosok, illetve keresztény nemzeti szellemű értelmiségiek és kispolgárok. Vezetői: Ernszt Sándor, Giesswein Sándor, Haller István, Heller Farkas, Huszár Károly, Katona Imre, Schmidt Miklós. 
1919. október 25-én egyesült a Keresztény Nemzeti Párttal, ezzel megalakítva a Keresztény Nemzeti Egyesülés Pártját.